# 에릭 브리뇰프슨
에릭 브리뇰프슨(영어: Erik Brynjolfsson)은 미국의 경제학자이다.